# Domnall Brecc
Domnall Brecc, Donald il Lentigginoso (... – Strathcarron, 642), è stato un sovrano di Dál Riata, nell'odierna Scozia, dal 629 ca. al 642. Era figlio di Eochaid Buide.

## Biografia
Compare per la prima volta nelle fonti nel 622, quando gli Annali di Tigernach lo menzionano nella battaglia di Cend Delgthen (forse nel Meath) come alleato di Conall Guthbinn del clan Cholmáin. Questa è l'unica battaglia in cui, almeno stando alle nostre conoscenze, Domnall Brecc combatté dalla parte vincente.
Domnall subì quattro sconfitte dopo aver rotto l'alleanza con Cenél Conaill del clan degli Uí Néill. In Irlanda, Domnall e il suo alleato Congal Cáech dei Dál nAraidi furono sconfitti da Domnall mac Áedo dei Cenél Conaill, i sovrani supremi d'Irlanda, nella battaglia di Mag Rath (odierna Moira) nel 637. Perse anche in battaglia contro i pitti nel 635 e nel 638 e infine contro Eugein I di Alt Clut a Strathcarron nel 642, dove fu ucciso.
Anche un verso attribuito al poeta Aneirin ricorda la sconfitta subita da Domnall Brecc a opera degli uomini di Alt Clut.
Il figlio di Domnall, Domangart mac Domnaill, diverrà in seguito sovrano di Dál Riata e da lui discenderanno i successivi sovrani del clan dei Cenél nGabráin. Si conoscono anche un suo altro figlio, Cathasach, morto attorno al 650, e un suo nipote, anche lui chiamato Cathasach, che morì nel 688.